# 星星敢死队
星星，一译星星敢死队（俄语：Звезда，英文译作：Zvezda）Mosfilm在2002出品的战争电影，它是根据Emmanuil Kazakevich的同名小说改编。
该片主演阿列克谢·克拉夫琴科赢得了他在这部影片中相关奖项。